# Grand Prix Sarajevo
Grand Prix Sarajevo – kolarski wyścig jednodniowy, rozgrywany w latach 2014–2015 w Bośni i Hercegowinie w okolicy Sarajewa. 
Projekt wyścigu został oficjalnie przedstawiony w październiku 2013 podczas prezentacji trasy Tour de France 2014, a jego pomysłodawcą był ówczesny francuski ambasador w Bośni i Hercegowinie – Roland Gilles. Organizatorem imprezy był krajowy związek kolarski z Bośni i Hercegowiny przy wsparciu ambasady francuskiej oraz Instytutu Francuskiego w Bośni i Hercegowinie.
Pierwsza edycja wyścigu odbyła się w 2014 dla uczczenia setnej rocznicy wybuchu I wojny światowej, a podczas imprezy obecni byli między innymi ówczesny dyrektor Tour de France Christian Prudhomme, byli czołowi kolarze świata: Bernard Hinault, Bernard Thévenet, Stephen Roche, Greg LeMond, Joop Zoetemelk czy Felice Gimondi, ówczesny przewodniczący Prezydium Bośni i Hercegowiny Bakir Izetbegović czy ówczesny minister obrony narodowej Francji Jean-Yves Le Drian. Wyścig był współfinansowany przez Międzynarodową Unię Kolarską oraz organizatorów Tour de France.
Ostatecznie odbyły się tylko dwie edycje imprezy – po raz drugi i ostatni rywalizowano w 2015. Obie były częścią cyklu UCI Europe Tour z kategorią 1.2.

## Zwycięzcy
Opracowano na podstawie:
| Rok  | Pierwsze         | Drugie                 | Trzecie           |
| ---- | ---------------- | ---------------------- | ----------------- |
| 2014 | Matej Marin      | Christian Delle Stelle | Andrea Vaccher    |
| 2015 | Gašper Katrašnik | Siergiej Biełych       | Stefan Stefanović |